# Berneck (Altensteig)
Die ehemalige Stadt Berneck im Schwarzwald gehört heute zur Stadt Altensteig. Die kleine Altstadt – vor allem die auf einem Bergsporn gelegene Oberstadt – ist ein beliebtes Touristenziel. Der Ort wird dominiert von der durch ihre Schildmauer berühmten Burg Berneck aus der späten Stauferzeit. Die Schildmauer ist 38 Meter hoch und bis zu 2,60 Meter dick.

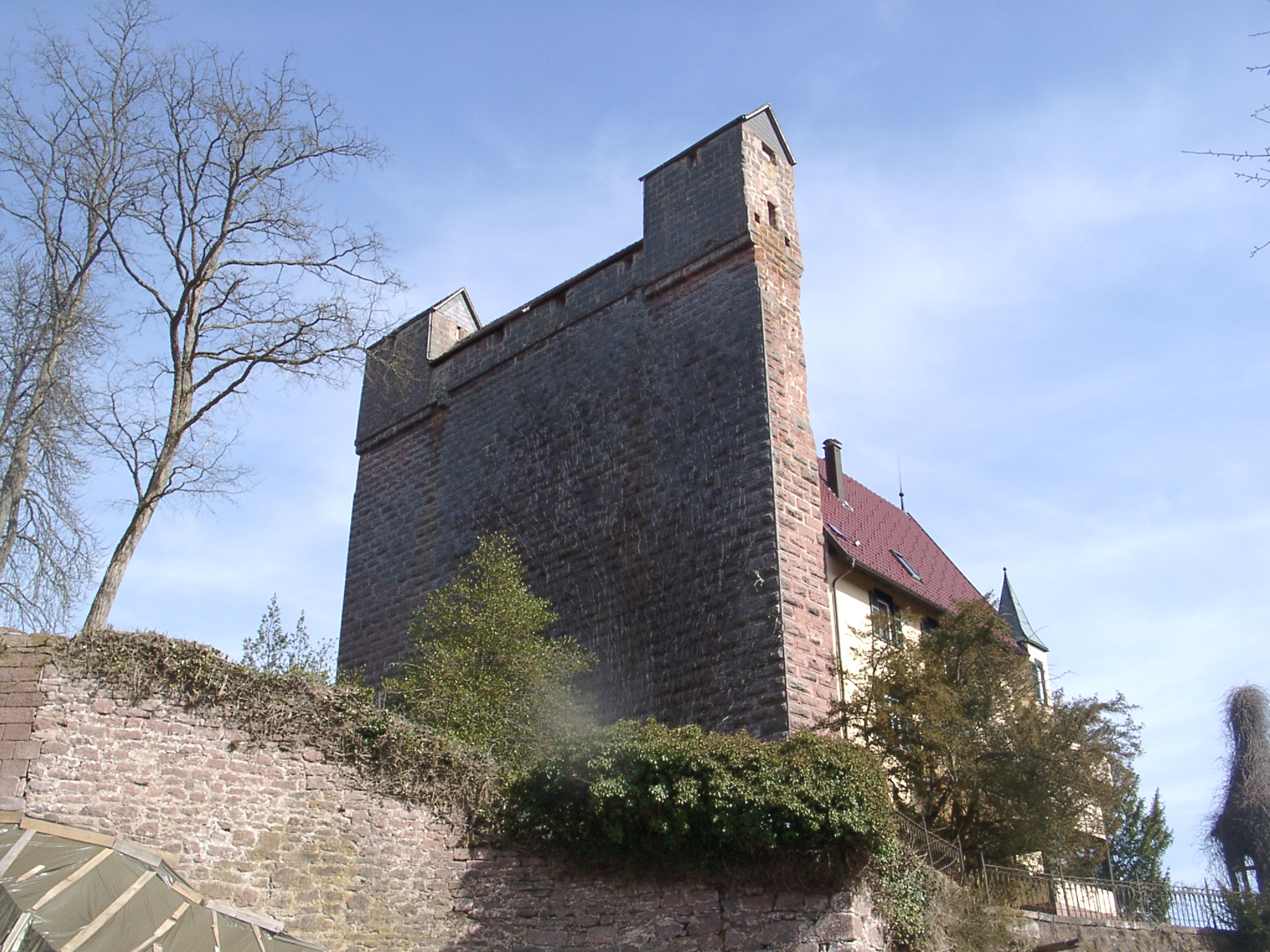
Schildmauer der Burg Berneck
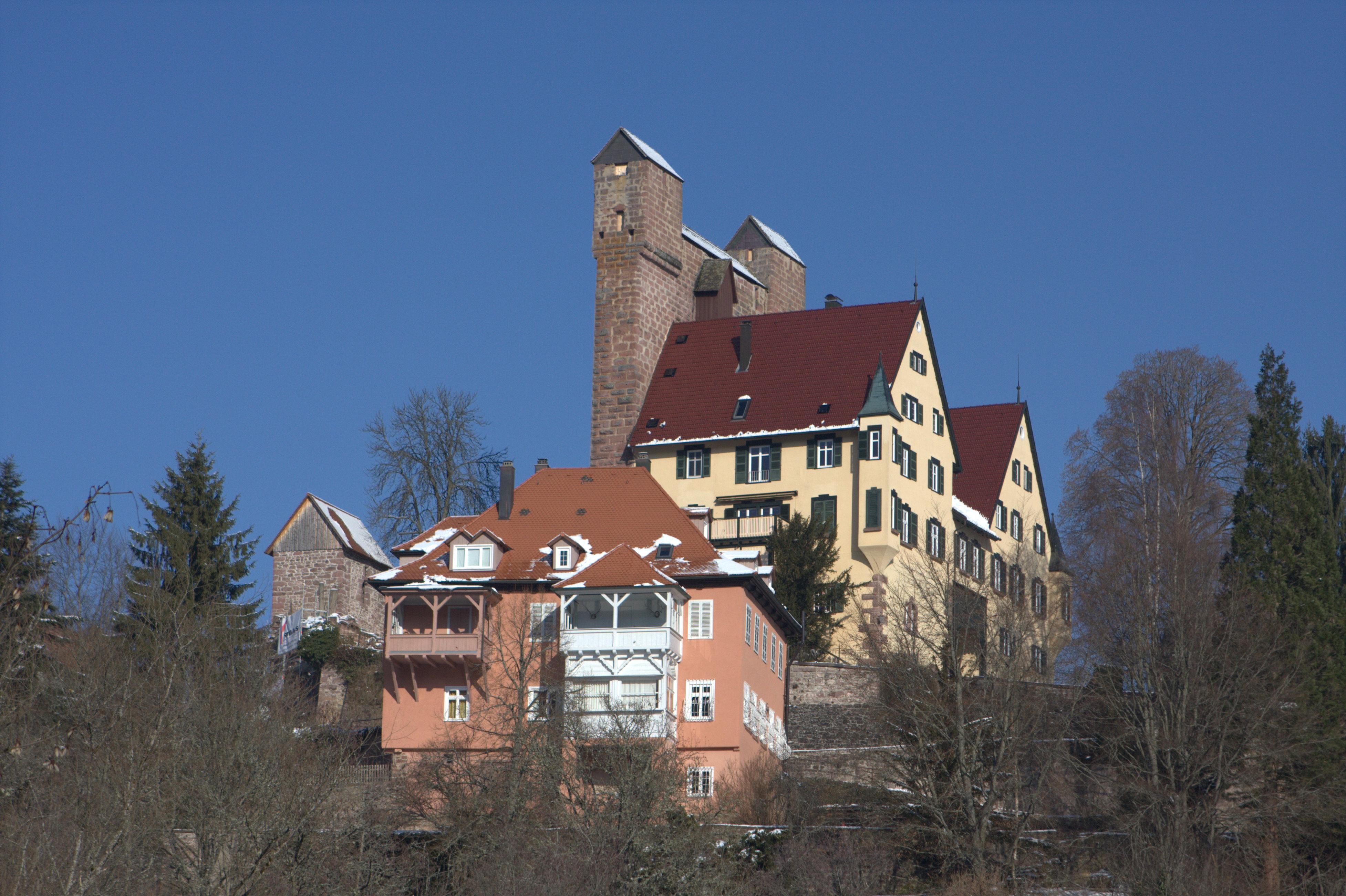
Berneck mit Schildmauer

## Geschichte
Berneck ist in der ersten Hälfte des 12. Jahrhunderts als Bernech belegt, 1294 als Berneck. Nach ihm nannte sich zunächst eine edelfreie Familie. Ab 1294 saß hier eine Niederadelsfamilie, die im Gefolge der Grafen von Hohenberg erscheint. Sie wurde durch die Herren von Gültlingen beerbt. Diese bestimmten bis zum Übergang an Württemberg 1805 die Geschicke des im 14. Jahrhundert zur Stadt erhobenen Ortes (1367 wurde Berneck erstmals als Stadt erwähnt). Berneck steuerte zum Kanton Neckar-Schwarzwald der Reichsritterschaft.
Der Ortsherr Balthasar von Gültlingen führte ab 1536 die Reformation ein. Die evangelische Laurentiuskirche geht auf eine Kapelle von 1490 (1508 als Marienkirche bezeugt) zurück und wurde 1753 erneuert.
Bis zur Eingemeindung am 1. Januar 1972 durch die landesweite Gebietsreform war Berneck die zweitkleinste Stadt in Württemberg.

## Regelmäßige Veranstaltungen
Seit 1859 wird das Bernecker Seenachtsfest gefeiert. Das Fest findet seit einiger Zeit alle zwei Jahre statt, der Höhepunkt ist das abendliche Feuerwerk.